# HD74521
HD74521 — хімічно пекулярна зоря спектрального класу A1, що має видиму зоряну величину в смузі V приблизно  5,7.
Вона знаходиться у сузір'ї Рака  й розташована на відстані близько 407,7 світлових років від Сонця.

## Фізичні характеристики
Зоря HD74521 обертається порівняно повільно навколо своєї осі. Проєкція її екваторіальної швидкості на промінь зору становить  Vsin(i)= 18км/сек.
Телескоп Гіппаркос зареєстрував фотометричну змінність  даної зорі з періодом    7,05 доби в межах від  Hmin= 5,62 до  Hmax= 5,60.

## Пекулярний хімічний склад
Зоряна атмосфера HD74521 має підвищений вміст Si.

## Магнітне поле
Спектр даної зорі вказує на наявність магнітного поля у її зоряній атмосфері.
Напруженість повздовжної компоненти поля оціненої з аналізу
наявних ліній металів
становить  983,0± 238,0 Гаус.